# Alcathousites
Alcathousites is een kevergeslacht uit de familie van de boktorren (Cerambycidae). De wetenschappelijke naam van het geslacht werd voor het eerst geldig gepubliceerd in 1962 door Gilmour.

## Soorten
Alcathousites omvat de volgende soorten:
- Alcathousites asperipennis (Fairmaire & Germain, 1859)
- Alcathousites senticosus Monné & Martins, 1976
- Alcathousites superstes (Erichson, 1847)